# Reversal – La fuga è solo l'inizio
Reversal - La fuga è solo l'inizio (Bound to Vengeance) è un film statunitense del 2015 diretto da José Manuel Cravioto.

## Trama
Lea è stata rapita da tempo da Phil, un aguzzino che la stupra e tortura riprendendo il tutto e trasmettendolo per clienti. Fra i suoi ultimi ricordi ci sono la storia d'amore con Ronnie, ragazzo di cui ricorda soprattutto i momenti in cui le faceva dei video per gioco, e il recente decesso di una sua compagna di cella. Quando riesce improvvisamente a liberarsi, Lea ha la meglio sul suo aguzzino e decide inizialmente di lasciarlo morire. Quando scopre tuttavia di essere soltanto una delle tante ragazze rapite per lo stesso scopo, Lea fabbrica un guinzaglio artigianale, ruba la pistola di Phil e decide di farsi accompagnare dalle altre vittime per salvarle. La prima ragazza è terrorizzata e scappa via appena viene liberata, finendo così per morire accidentalmente. La seconda ragazza, Eve, si rivela invece affetta dalla Sindrome di Stoccolma e cerca di uccidere Lea, la quale riesce tuttavia ad avere la meglio su di lei ed a mantenere il controllo su Phil.
Dopo che le prime due ragazze sono morte, Lea sembra intenzionata a uccidere Phil: quest'ultimo promette di non avere più in serbo sorprese e la porta da Laura, la quale momentaneamente non è sorvegliata dai suoi aguzzini. Lea riesce a liberarla, dopo di che insieme le due ragazze uccidono i rapitori di Laura, che nel frattempo sono rientrati. Laura vorrebbe uccidere anche Phil e tornare subito alla sua vita, tuttavia Lea la convince ad andare avanti e salvare le ragazze che mancano. Nel frattempo, Lea continua ad avere dei flashback riguardanti Ronnie e lo stesso Phil parla del ragazzo quasi come se lo conoscesse. Lea e Laura vengono condotte presso un luogo in cui sono tenute prigioniere molte ragazze immigrate: decidono di approfittare di un telefono per contattare la polizia; Laura resta lì insieme alle ragazze, Lea torna da Phil e scopre che l'uomo è stato liberato.
Lea viene dunque aggredita dallo stesso uomo che era stato incaricato di sorvegliare le ragazze: l'uomo le prende la pistola e viene incitato da Phil a spararle, tuttavia Laura interviene un attimo prima che sia troppo tardi e uccide anche il nuovo arrivato. Ripreso il controllo su Phil, Lea minaccia ancora di ucciderlo: l'uomo le rivela allora dell'esistenza di una rete molto più grande e organizzata aper la quale è stato costretto a lavorare per via dei suoi problemi economici, nonché di un'ultima casa che sarebbe stata in grado di rivelarle un ultimo tassello di verità. Qui la ragazza scopre che Ronnie è l'ultimo aguzzino che tiene prigioniera una ragazza: si rende allora conto di come i video girati dal ragazzo con la sua videocamera fossero una sorta di provino tramite il quale Lea era stata selezionata affinché venisse rapita e sottoposta a violenze.
Lea costringe Ronnie a darle l'indirizzo di casa di Phil, per poi uccidere il ragazzo. Dopo aver scoperto cos'è appena accaduto, Phil inizia a implorare Lea di lasciare stare i suoi cari, continuando a supplicarla invano per l'intera durata del viaggio. Una volta arrivata a destinazione, Lea non uccide la moglie e la figlia dell'uomo ma fa sì che le due, entrambe ignare della vera professione svolta da Phil, si imbattano nel suo corpo ferito e insanguinato. Mentre va via, Lea si riappropria di un ultimo e terribile ricordo: la sua compagna di cella morta recentemente era Dylan, sua sorella, adescata anche lei da Ronnie. L'ultima scena vede la ragazza tornare indietro e impedire alla figlioletta di Phil di chiudere la porta di casa, lasciando intendere che ha deciso di compiere appieno la vendetta contro il suo ex carceriere.

## Distribuzione
Presentato in anteprima al Sundance Film Festival 2015, il film è stato successivamente distribuito nei cinema e on demand a partire dal giugno 2015.

## Accoglienza
Sull'aggregatore Rotten Tomatoes il film riceve il 20% delle recensioni professionali positive con un voto medio di 3 su 10 basato su 15 critiche, mentre su Metacritic ottiene un punteggio di 27 su 100 basato su 5 critiche.